# Hoplochaetina pallida
Hoplochaetina pallida är en ringmaskart som beskrevs av Lee 1952. Hoplochaetina pallida ingår i släktet Hoplochaetina och familjen Acanthodrilidae. Inga underarter finns listade i Catalogue of Life.